# Холмс, Роберт
Роберт Холмс (англ. Sir Robert Holmes; ок. 1622, Маллоу, графство Корк — 18 ноября 1692) — английский военно-морской и государственный деятель времён Реставрации, адмирал. Активный участник Второй и Третьей англо-голландских войн, совершил на службе Королевской африканской компании две морские экспедиции в Западную Африку в 1661 и 1664 годах.

## Биография
Роберт Холмс родился в семье мелкого дворянина в южной Ирландии. В юности участвовал в Гражданской войне в Англии на стороне роялистов, служил в кавалерии. После поражения королевских войск эмигрировал вместе со своим полковым начальником, принцем Рупрехтом Пфальцским, герцогом Камберлендом, на европейский континент.
В 1648 году, после того, как часть британского королевского флота перешла на сторону жившего в изгнании короля, Роберт Холмс, бывший уже армейским капитаном, поступает на морскую службу. В 1649—1952 годах он совершает полные приключений, организованные принцем Рупрехтом плавания на королевском фрегате «Кинсейл» по Средиземному морю и к берегам Западной Африки, где был захвачен в плен туземцами, а также к Карибскому морю. В результате военных стычек, мятежей на кораблях и штормов число матросов экспедиции сильно сократилось. Сам же Роберт Холмс вернулся во Францию во главе эскадры из 4 судов. Позднее Холмс, как и многие английские и ирландские офицеры-эмигранты, сражались как наёмники в различных европейских армиях — он воевал во Фландрии, Германии и Франции. Перед самой Реставрацией он служит курьером между королём Карлом II и Эдвардом Монтегю, лордом Сандвичем.
После того, как Карл II взошёл на престол Англии, Роберт Холмс назначается комендантом Сэндаунского замка в чине капитана. Затем он получает под команду от герцога Йоркского один из патрульных военных кораблей.
В 1661 году Роберт Холмс назначается командующим экспедицией к берегам Гамбии в Западной Африке, организованной Королевской африканской компанией, возглавляемой герцогом Йоркским. Кроме флагмана «Генриетта», в состав эскадры вошли королевские суда «Эмити», «София», «Гриффин» и «Кинсейл». Целью экспедиции было разведать путь к месторождениям золота и основание форта для нужд компании. Роберт Холмс действительно основывает форт на острове Дог-Айленд в устье реки Гамбия, однако в остальном натолкнулся на решительное сопротивление голландцев, контролировавших уже торговлю с негритянскими племенами западноафриканского побережья. Проникнув выше по реке, Холмс захватывает укреплённый форт, принадлежавший герцогству Курляндскому, однако находившемуся под голландским управлением. Само это плаванье не принесло доходов пославшей Холмса компании, однако возвысило его самого как умелого моряка-флотоводца и дипломата. Вскоре после возвращения он получает под своё командование флагманский корабль «Король Чарльз» (утратил его после скандала со шведским послом), а затем — только спущенный на воду корабль «Резерв» и 800 фунтов стерлингов в подарок от короля.
В 1664 году Роберт Холмс отправляется в свою вторую африканскую экспедицию, во время которой он захватывает ряд голландских судов и фортов в Африке, что послужило поводом для развязывания Второй англо-голландской войны. Подписанное же королём Карлом II предписание требовало от Роберта Холмса «выступать защитником интересов Королевской компании, и всё, что стоит на этом пути должно быть уничтожено, захвачено или потоплено». Начиная с конца декабря 1663 года Холмс захватывает ряд голландских, португальских и африканских судов у берегов Западной Африки, в том числе в марте 1664 флагман голландской Вест-Индской компании «Goulden Lyon of Flushing», доставлявший ранее немало неприятностей англичанам, и привёл его в Англию, где этот корабль вошёл в состав английского флота. В январе 1664 он захватывает голландский форт Горей, в апреле — форт Анте на Золотом Берегу, а 1 мая — административный центр Нидерландов в Западной Африке — Кейп Код. Позднее, однако в августе того же года, голландский флот под командованием адмирала Михиеля де Рюйтера сумел вернуть всё захваченное англичанами, за исключением Кейп-Кода. После возвращения в Англию Роберт Холмс был дважды (в январе и феврале 1665) заключён в Тауэр, так как привезённая им добыча из Африки показалась слишком малой представителям Королевской компании. Освобождён от преследований и полностью реабилитирован он был лишь после фактического объявления Нидерландами войны англичанам 22 февраля 1665 года.
С началом военных действий Холмс командует 58-пушечным фрегатом «Ревендж». После того, как в битве при Лоустофте погиб контр-адмирал Роберт Сенсам и Р.Холмсу было отказано в замещении его должности, он отказывается от командования своим судном. Несмотря на скандал, король был милостив к этому моряку, и 27 марта назначает его капитаном спущенного со стапелей 27 марта 1666 64-пушечного корабля «Дефьянс» с одновременным возведением в рыцари. Судно входило в т. н. Красную эскадру и было её флагманом. занимавшимся слежением за голландским флотом и перехватом французских судов, шедших в Нидерланды. Во время ужасающего по потерям Четырёхдневного сражения 7 июня 1666 года Роберт Холмс особо отличился своей храбростью, за что получил звание контр-адмирала «красной эскадры». Его корабль настолько пострадал от вражеских пушек, что капитан вынужден был перенести свой флаг командора на 72-пушечный, также обгоревший и со сбитыми мачтами корабль «Генри», возглавлявший британскую т. н. Белую эскадру. Капитан «Генри», контр-адмирал и личный враг Роберта Холмса сэр Джон Гарман (получивший звание Р.Сенсама, на которое претендовал Холмс), был в этом сражении изранен.
В ходе дальнейших военных событий Роберт Холмс нажил себе новых врагов на королевском флоте, так как (по его мнению) сэр Джеремия Смит был в обход заслуг Холмса назначен адмиралом Синей эскадры, а сэр Эдвард Спрэгг — её вице-адмиралом. Эти ссоры, закулисные интриги и бесконечные взаимные упрёки были обычным явлением в борьбе за большую власть и влияние в руководстве британского флота XVII столетия.
9 августа 1666 года Роберт Холмс совершил наиболее известное из своих военных деяний, прославившее его под названием «Костёр Холмса». В нарушение приказа командования, пославшего его для высадки десантов на островах Влиланд и Терсхеллинг, Холмс внезапным ударом с использованием брандеров уничтожил более 150 голландских торговых судов, стоявших на якоре перед Терсхеллингом, а также сжёг городок Вест-Терсхеллинг. Это был сильнейший удар, нанесённый англичанами голландскому флоту в течение всей морской войны. Холмс же потерял при этом всего 12 моряков. Будучи после этого в особой милости у короля, он возглавляет английскую эскадру, стоящую в Портсмуте и на острове Уайт. Зимой 1666/1667 вновь разгорелась ссора между Робертом Холмсом и сэром Джеремией Смитом, закончившаяся дуэлью между ними.
После окончания войны с голландцами Роберт Холмс покупает у лорда Коулпеппера должность губернатора острова Уайт. При этом он становится вице-адмиралом острова Уайт, Ньюпорта и Гэмпшира, комендантом крепостей Сэндвич и Ярмут. В 1669 году Холмс избирается от Винчестера в английский Парламент, где примыкает к королевской фракции.
В 1672 году Роберт Холмс получает указание напасть со своей портсмутской эскадрой на морской караван голландских торговых судов, следовавших под охраной на родину. В завязавшейся при этом битве англичане понесли от «торговцев» неожиданно серьёзные потери, добыча же оказалась незначительной. Через несколько дней после этого было объявлено о новой, Третьей англо-голландской войне. В ней Роберт Холмс, не получив эскадры, участвует командующим своим кораблём в морской битве при Солебее. Битва эта была жесточайшей, стоившей жизни многим друзьям адмирала. После окончания военных действий в 1672 году Роберт Холмс, несмотря на многочисленные представления своих влиятельных друзей (в том числе принца Рупрехта) был отстранён от командования в военно-морских силах. В то же время он получил от короля Карла в подарок многочисленные земельные владения как в Англии, так и в Ирландии. В должности губернатора острова Уайт много внимания уделял укреплению крепостей на острове.
Будучи вплоть до своей смерти губернатором острова Уайт, Роберт Холмс оказывал пассивное сопротивление голландскому вторжению в ноябре 1688 года, приведшему к свержению короля Якова II и воцарению в Англии Вильгельма III Оранского и его супруги, Марии II Стюарт. Несмотря на то, что в парламенте Р.Холмс голосовал против признания Вильгельма королём, как губернатор он верно ему служил до самой своей смерти. В конце жизни адмирал много болеет из-за ранений, полученных им в битве при Солебее.
Наследницей Роберта Холмса стала его незаконнорождённая дочь Мэри (род. 1678, от неустановленной матери), вышедшая замуж, по желанию отца, за своего двоюродного брата Генри. Их сын Томас Холмс в 1760 году становится первым лордом Килмаллоком.